# 尼古拉·列别德

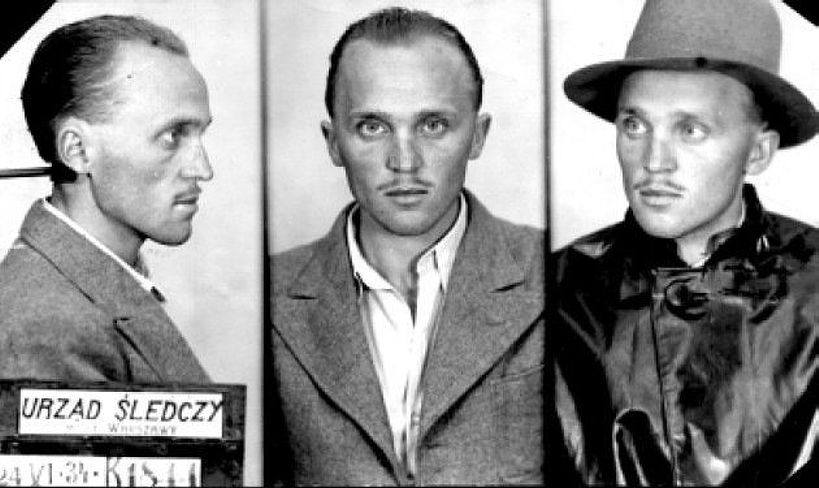
尼古拉·列别德

尼古拉·列别德（烏克蘭語：Микола Кирилович Лебедь，1909年1月11日—1998年7月18日）是一位烏克蘭民族主義者、政治活动者、遊擊隊隊員。他因在1934年参与谋杀波兰内政部长布罗尼斯瓦夫·皮耶拉茨基而被审判、定罪、囚禁。法庭判处他死刑，但国家将其刑罚减轻为终身监禁。他在1939年波蘭戰役爆發时越狱:73。他還是乌克兰民族主义者组织的领导人，並參與沃里尼亞與東加利西亞地區的種族滅絕。
列别德于1949年移民美国，並在纽约定居。他的组织“Prolog研究公司”（Prolog Research Corporation）受到中央情报局资助，为美方搜集关于苏联的情报，一直持续至1960年代末。中央情报局给这项行动定的项目名称是“空气动力学”（AERODYNAMIC）:85ff.:85ff.。中央情报局還向美国司法部的特别调查办公室隐瞒列别德在战时与纳粹的联系，保护他免受战争罪行起诉。